# 野川由美子
野川 由美子（のがわ ゆみこ、1944年8月30日 - ）は、日本の女優。京都府京都市出身。本名、山像（やまがた）由美子、京都府立朱雀高等学校卒業。夫は演出家の逢坂勉（本名・山像信夫）、山像かおりは義娘。所属事務所は中田プロ→渡辺プロダクション→フリー→オフィスまとば→さち子プロ→オフィス天童。身長160cm、体重52kg。

## 来歴・人物
年末年始は重箱の弁当を持って桟敷席で歌舞伎を観るというのが野川家の恒例で、小さな頃から芝居を観て育つ中、映画を見始めた小学校3年生の頃、中村錦之助を観て憧れを持つようになった。家に帰って鏡に向かっては相手役のマネをして、いつか絶対に一緒にお芝居をやるんだと思うようになっていた。小学校4年生の頃、伯父が琵琶湖一周のドライブに連れていってくれ、紅葉館という旅館で食事をすることになり、その日は東映が初めてカラーで「鳳城の花嫁」を封切りした日で、記念パーティが行われる中、宴会場から出てきた俳優に「錦之助さんに会いたいんですけど、どうしたらいいですか？」と尋ねたら、多少酔った錦之助と会うことができ、野川の前でハンカチを広げて端っこを持って、サインをもらえた。ますますファンになり、錦之助と一緒に芝居したいという思いはより強くなった。
女優になるには、まず標準語を覚えなくてはいけないということで、ひたすら映画を観てマネして覚え、中学では週に一度NHKの方が滑舌と発声を教えに来ていたので、丸3年間勉強そっちのけで猛練習した。
高校生になったら、その上で何か肩書を得ようと考えて、応募したのがミス着物コンクール。そのミス着物コンクールの準ミスに選ばれたのがきっかけで芸能界入り。1963年、『孤独の賭け』で女優デビューし、演じた役柄が好評を博す。
1964年、『肉体の門』で映画に進出。1971年、山像との結婚後は、関西に活動の重点を移した。1977年、映画『北陸代理戦争』で、京都市民映画祭助演女優賞を受賞。
『ウェークアップ!』ではコメンテーターとしても活動し、議員定数削減などを強く訴えた。

## 出演

### テレビドラマ
- 連続アクチュアルドラマ 部長刑事（ABC）
  - 第217話「裏をたどれ」（1962年）
  - 第223話「埋葬された若い奴等」（1962年）
- シャープ火曜劇場 「おふくろ」（1963年、CX）
- シャープ月曜劇場 「水」（1963年、KTV）
- 孤独の賭け（1963年、NET / 東映） - 乾美香
- 夫婦百景 第301回「番頭」（1964年、NTV）
- ドラマへの招待「ふきだまり野郎」（1964年、CX）
- 廃虚の唇（1964年、NET / 東映テレビ・プロダクション）
- 一千万人の劇場（CX / 大映テレビ室）
  - あぶら照り（1964年）
  - 猫と庄造と二人の女（1964年、KTV）
- 30分劇場「桐の間、藤の間」（1964年、NTV）
- 東芝日曜劇場（TBS）
  - 遠い人（1964年）
  - あほんだらシリーズ その8「鴨川ブルース」（1967年、ABC）
- 鉄道公安36号 第59話「黒の死角」（1964年、NET / 東映テレビ・プロダクション）
- おれの番だ! 「気まぐれ野郎」（1964年、TBS） - 副島須美子
- ごろんぼ波止場（1964年、ABC）
- うそ八万騎（日本テレビ）
  - 第14話（1964年12月19日）
  - 第23話（1965年2月20日）
- 夢に生きる男（1965年2月2日 - 7月27日、CX） - 女スリ
- 捜査検事 第23話（1965年3月5日、TBS / 大映テレビ室）
- 男ごころ（1965年、NTV）
- アスファルトジャングル（1965年、NET / 東映テレビ・プロダクション）
- 人生劇場（1965年、CX / 日本電波映画社）
- テレビ指定席 「踏切の目」（1965年、NHK総合）
- おかあさん 第288話「嘘ついたら針千本」（1965年、TBS）
- 結婚します（1965年 - 1966年、NET）
- 近鉄金曜劇場 / 黄色い褒章」（1965年、ABC）
- 宮本武蔵（1965年 - 1966年、NTV）
- 源氏物語（1965年 - 1966年、MBS）
- 特別機動捜査隊 第216話「ある転落」（1965年、NET / 東映）
- 日産スター劇場（NTV）
  - 浮気にご用心（1966年）
  - クレイジーのアメリカ珍道中 ニセ者は奴だ!（1966年）
  - 花の新入社員（1967年）
  - ずばり儲かる!（1967年）
  - 全員集合! よいとまけ子守唄（1967年）
- おれの番だ! 「一等賞」（1966年、TBS）
- 松本清張シリーズ 「通訳」（1966年、KTV）
- とってもシアワセ（1966年 - 1967年、TBS）
- てなもんや三度笠 第218話「奥入瀬の襲撃」（1966年7月、ABC）
- ブラザー劇場 / 新吾十番勝負（1967年、TBS / 松竹テレビ室）第33話「くれない三度笠」- 多加
- ナショナル劇場 / 真田幸村（1966年10月24日 - 1967年10月16日、TBS） - 亜矢（猿飛佐助を慕う女忍者）
- 太郎（1966年 - 1967年、NHK総合）
- 愛妻くん（TBS）
  - 第19話「鏡の中の女」（1966年）
  - 第44話「空は雨でも!!」（1967年）
- 泣いてたまるか 第27話「なつかしいあいつ」（1967年、TBS / 松竹テレビ室）
- 白雪劇場 「船場」（1967年 - 1968年、KTV）
- 春のぼたん雪（1967年、NHK総合）
- 偉大なるけちんぼ（1967年、NHK総合）
- 眠狂四郎 第8話「女心記」（1967年、CX）
- ヘチマくん（1967年、NHK総合）
- 剣 第24話「吉良の用心棒」（1967年、NTV / C.A.L）
- 銭形平次（CX / 東映） ※大川橋蔵版
  - 第75話「お妻あわれ」（1967年） - お妻
  - 第232話「足を洗った女」（1970年） - お若
  - 第287話「宿場のつむじ風」（1971年） - 早苗
  - 第439話「夜霧に消えた男」（1974年） - お秋
  - 第602話「廻り舞台」（1977年） - お秋
  - 第679話「ふたりの女」（1979年） - お波、お滝（二役）
  - 第780話「義賊・つむじ風」（1981年） - おせい
  - 第860話「犯人は万七」（1983年） - お仙
  - 第888話「ああ十手ひとすじ!! 八百八十八番大手柄 さらば我らの平次よ永遠に」（1984年） - そば屋の女将
- ケンチとすみれ（1967年 - 1968年、NHK総合）
- 風 第20話「小指のない武士」（1968年、TBS / 松竹）
- ばってら（1968年、MBS）
- 堂島（1968年 - 1969年、KTV）
- 良縁奇縁 第4話「やさしい侵入者」（1968年、CX）
- 大奥（1968年、KTV / 東映）- 右京局（九代将軍家重の正室・比宮増子付きの上臈）
- どじょっこさん（1968年、ABC / 松竹）
- クレイジー・キャッツ・ショー / ドレミファ物語（1969年、TBS）
- 花のお江戸のすごい奴（1969年、CX / 東映 / 新国劇）
- 銀河ドラマ / 西陣模様（1969年、NHK総合）
- 結婚戦争ここ一番!（1969年、TBS）
- 江戸川乱歩シリーズ 明智小五郎 第4話「ダイヤモンドを喰う女」（1970年、12ch / 東映）
- 徳川おんな絵巻（KTV / 東映）
  - 第19話「可愛い悪魔」・第20話「呪われた恋」（1971年） - お百
  - 第42話「怨霊おはぐろどぶ」・第43話「呪いの剃刀」（1971年） - おしの / おいと
- 軍兵衛目安箱 第18話「流れ星の花」（1971年、NET / 東映） - おりん
- 大岡越前 第2部 第25話「おとし穴」（1971年11月1日、TBS / C.A.L） - お栄
- 水戸黄門（TBS / C.A.L）
  - 第3部 第2話「明神谷の決闘 -小田原-」（1971年12月6日） - おせい
  - 第6部 第22話「父恋し伊勢参り -伊勢-」（1975年8月25日） - お玉
  - 第8部 第11話「風車に賭けた恋 -桑名-」（1977年9月26日） - お秋
  - 第25部 第1話「旅立ち -江戸・銚子-」（1996年12月9日） - お佐和
  - 第34部 第4話「お世継ぎの陰謀を暴け -仙台-」（2005年1月31日） - おそめ
  - 第35部 第16話「鬼と呼ばれた母の涙 -延岡-」（2006年2月6日） - お重
  - 第37部 第22話「嘘から出た真ごころ -二本松-」（2007年9月10日） - お松
- 木枯し紋次郎 第17話「無縁仏に明日を見た」（1972年、CX / C.A.L） - お妻
- 忍法かげろう斬り 第6話「男殺しの女の館」（1972年、KTV / 東映） - 薊（あざみ）
- 必殺シリーズ（ABC / 松竹）
  - 必殺仕掛人（1972年 - 1973年） - おぎん
  - 必殺仕置人（1973年） - 鉄砲玉のおきん
  - 助け人走る（1973年 - 1974年） - お吉
  - 暗闇仕留人（1974年） - おきん
  - 必殺仕業人 第24話「あんた、この替玉をどう思う」必殺シリーズ通算200回記念（1976年） - 入牢の亭主に会いに来る7人の子持ち妻
- 長谷川伸シリーズ 第11話「三ツ角段平」（1972年、NET / 東映） - 花吉
- 地獄の辰捕物控 第11話「お玉の足が辰を追う」（1972年、NET / 東映）
- 怪談 第3話「蚊喰鳥」（1972年、MBS）- 菊次
- 新十郎捕物帖・快刀乱麻（1973年 - 1974年、ABC） - おそよ
- 京まんだら（1975年、MBS / 妻そして女シリーズ第1作）
- 花くれない（1976年、NHK総合） - 山崎深雪
- 遠山の金さん 第1シリーズ 第20話「一六勝負で闇を裂け!!」（1976年、NET / 東映）
- 江戸を斬るII 第24話「まごころ」（1976年、TBS） - お駒
- 痛快! 河内山宗俊 第25話「桜吹雪 江戸の夕映え」（1976年、CX / 勝プロ） - おまき
- 桃太郎侍（1976年 - 1981年、NTV / 東映） - 玉川つばめ ※高橋英樹版
- 新・座頭市 第1シリーズ 第18話「酔いどれ川」（1977年、CX / 勝プロ） - お竜
- 吉宗評判記 暴れん坊将軍 第36話「天を欺く泣きぼくろ」（1978年、ANB / 東映） - お秀
- 非情のライセンス 第3シリーズ（1980年、ANB / 東映） - 高坂しずえ
- 旅がらす事件帖 第3話「涙に濡れた姉妹鈴」（1980年、KTV / 国際放映） - おりゅう
- 鬼平犯科帳 第1シリーズ 第17話「見張りの糸」（1980年、ANB） - おきん
- 悪党狩り 第20話「続・仁義に生きた犬」(1981年、12ch / 松竹) - おしん
- 木曜ゴールデンドラマ / 氷点（1981年、NTV）
- 時代劇スペシャル（CX）
  - 日本犯科帳・隠密奉行（1981年） - お紋
  - 佐武と市捕物控(2) 斬る〜入れ替った死体の謎! 事件の核心に怪しい女（1981年） - おしん
  - 彫師伊之助捕物覚え 消えた女（1982年） - おまき
- 竜馬がゆく（1982年、TX） - お栄
- 同心暁蘭之介 第17話「殺しを見た女」（1982年、CX / 杉友プロ）
- 水曜時代劇 / 立花登・青春手控え 第13話「贈り物」（1982年、NHK）
- ハウスこども劇場 第23話「わたしのママはしずかさん」（1982年8月24日、ANB） - しずか
- 鬼平犯科帳 第3シリーズ 第21話「艶婦の毒」（1982年、ANB） - お豊
- 土曜ワイド劇場（ANB）
  - 湖底の美女（1982年、松竹） - 河野忍
  - 嫉妬 東京 土・日妻VS仙台 月～金妻 涼しい名前の女（1986年） - 大井厚子
  - 家政婦は見た!17（1999年、大映テレビ）
  - 京都殺人調書（2012年、ABC・松竹） - 押忍貴子
- 松平右近事件帳 第42話「女賊 稲妻お松」（1983年、NTV / ユニオン映画） - 稲妻お松
- 新・松平右近（1983年、NTV / ユニオン映画） - おきわ
- 長七郎江戸日記（1983年 - 1991年、NTV / ユニオン映画） - おれん
- 日立テレビシティ / 輝きたいの（1984年、TBS）
- 連続テレビ小説（NHK総合）
  - 心はいつもラムネ色（1984年 - 1985年） - 赤津のぶ 役
  - 都の風（1986年 - 1987年）
  - 和っこの金メダル（1989年 - 1990年） - 宮川松子 役
  - 甘辛しゃん（1997年 - 1998年）
- 年末時代劇スペシャル（NTV）
  - 忠臣蔵（1985年） - 戸田の局
  - 白虎隊（1986年、NTV） - 西郷千恵子
  - 風林火山（1992年、NTV） - 遊女
- このこ誰の子? 第9話「父たちの戦争」（1986年、CX / 大映テレビ） - 河合和子
- 松本清張サスペンス 隠花の飾り / お手玉（1986年、KTV / 松竹）
- 西田敏行の泣いてたまるか 第1話「花嫁のお父ちゃん」（1986年10月21日、TBS / 国際放映、東阪企画）
- アリエスの乙女たち（1987年、CX / 大映テレビ） - 水穂マキ
- 大河ドラマ / 独眼竜政宗（1987年、NHK総合） - 旭姫
- 熱っぽいの!（1988年、CX）
- 火曜サスペンス劇場 （NTV）
  - 私が死にたかった（1982年7月）
  - 誰かが殺意を（1982年12月）
  - 母の誘拐（1984年1月） - 高階真理
  - 雨月荘殺人事件（1988年10月）
  - 女監察医・室生亜季子(10) 顔のない白骨死体（1991年）
  - 救急指定病院シリーズ（1992年 - 1999年） - 中辻婦長
  - 臨床心理士 第3作「母の血色のルビーが招いた密室殺人」（2001年） - 島崎菊恵
  - 京都金沢殺人事件シリーズ3 京都金沢一寸法師殺人事件（2003年3月） - 神谷玲子
- 裸の大将 第45話「清の「カラスなぜ啼くの…」」（1990年、KTV / 東阪企画） - 光子
- 鬼平犯科帳 第3シリーズ 第1話「鯉肝のお里」（1991年、CX / 松竹） - 鯉肝のお里
- 名奉行 遠山の金さん（ANB / 東映）
  - 第4シリーズ 第1話「覗かれた尼寺」（1991年11月7日） - お吉
  - 第6シリーズ 第2話「堅ぶつ侍と不良母」（1994年6月23日） - 艶役
- 刑事貴族3 第3話「ビッグ・ママ」（1992年、NTV）
- 揺れる想い（1995年、TBS）
- HOTEL 第4シリーズ 第9話「車椅子の幽霊!?」（1995年6月8日、TBS / 近藤照男プロダクション） - 並村久子

- 金曜エンタテイメント / 京都祇園入り婿刑事事件簿1（1997年5月、CX） - 早川玲子
- 番茶も出花（1997年 - 1998年、TBS） - 竹下茂子 役
- 南町奉行事件帖 怒れ!求馬（1997年 - 1998年、TBS / C.A.L） - 巴絵
- 京都迷宮案内 第4シリーズ（2002年） - 有働早苗 役
- 渡る世間は鬼ばかり 第6シリーズ 第47話（2003年、TBS） - 峯屋主人
- 白い巨塔（2003年 - 2004年、CX） - 鵜飼典江 役
- 女と愛とミステリー / 優雅な悪事2 京都華道家元連続殺人事件（2003年5月28日） - 服部道子 役
- 月曜ドラマシリーズ / ねばる女（2004年、NHK総合） - 水沢雪子 役
- 松本清張ドラマスペシャル・黒の回廊（2004年3月23日、NTV） - 藤野由美 役
- 早乙女千春の添乗報告書17（2005年10月、TBS）
- 松本清張 けものみち（2006年、EX） - 結城紗和子 役
- DRAMA COMPLEX / ヘレンときよしの物語（2006年8月29日、NTV） - 西川清意 役
- 水曜ミステリー9（TX / BSジャパン）
  - ブランド刑事2（2007年）
  - さすらい署長風間昭平（8） あずさ松本城殺人事件（2008年7月2日）
- 素浪人 月影兵庫 第6話「おっ母さんが現れた 兵庫の剣と半次の涙」（2007年、EX） - お浜 役
- 愛と青春のドラマスペシャル / 姿三四郎（2007年、TX） - おせき 役
- 裸の大将 〜宮崎 篇・宮崎の鬼が笑うので〜（2008年5月24日、CX） - 大場きく江 役
- 生誕100年記念 松本清張ドラマスペシャル / 書道教授（2010年3月23日、NTV） - 森本スマ 役
- ラスト♡シンデレラ（2013年、CX） - 武内節子 役

### 映画
- 肉体の門（1964年、日活）
- 間諜（1964年、東映）
- いも侍 蟹右衛門（1964年、東映）
- くノ一忍法（1964年、東映）
- 早射ちジョー 砂丘の決斗（1964年、日活）
- 春婦伝（1965年、日活）
- 未成年 続・キューポラのある街（1965年、日活）
- 悪魔のようなすてきな奴（1965年、東映）
- 賭場の牝猫（1965年、日活）
- 悦楽（1965年、松竹）
- 結婚相談（1965年、日活）
- 喜劇 駅前弁天（1966年、東宝）
- 四畳半物語 娼婦しの（1966年、東映）
- 河内カルメン（1966年、日活）
- てなもんや東海道（1966年、東宝）
- 喜劇 駅前競馬（1966年、東宝）
- クレージー映画（東宝）
  - 日本一のゴリガン男（1966年）
  - クレージーだよ奇想天外（1966年）
  - クレージー大作戦（1966年）
  - クレージーだよ天下無敵（1967年）
- 冒険大活劇 黄金の盗賊（1966年、東映）
- 喜劇 駅前満貫（1967年、東宝）
- 兵隊やくざ 殴り込み（1967年、大映）
- 喜劇 駅前学園（1967年、東宝）
- ある殺し屋（1967年、大映）　- 圭子 役
- 喜劇 駅前探検（1967年、東宝）
- てなもんや幽霊道中（1967年、東宝）
- 柳ヶ瀬ブルース（1967年、東映）
- 侠客の掟（1967年、東映）
- 喜劇 駅前開運（1968年、東宝）
- 嵐の果し状 (1968年、日活)
- 座頭市果し状（1968年、大映）
- 嵐に立つ （1967年、松竹)
- ドリフターズですよ!冒険冒険また冒険（1968年、東宝）
- 盛り場ブルース（1968年、東映）
- 夜の牝 花と蝶（1969年、日活）
- 妾二十一人 ど助平一代（1969年、東映）
- 代紋 男で死にたい（1969年、日活）
- 代紋 地獄の盃（1969年、日活）
- 夜の歌謡シリーズ 港町ブルース（1969年、東映）
- 賞金稼ぎ（1969年、東映）
- 夜の歌謡シリーズ おんな（1969年、東映）
- 新選組（1969年、東宝）
- 喧嘩博徒 地獄の花道（1969年、日活）
- 花札賭博 猪の鹿三番勝負（1970年、東映）
- 日本一のヤクザ男（1970年、東宝）
- ズンドコズンドコ 全員集合!!（1970年、松竹）
- 関東テキヤ一家 喧嘩火祭り（1971年、東映）
- 日本やくざ伝 総長への道（1971年、東映）
- 現代やくざ 盃返します（1971年、東映）
- だまされて貰います（1971年、東宝）
- 喜劇 怪談旅行（1972年、松竹）
- 仁義なき戦い 完結篇（1974年、東映）
- 北陸代理戦争（1977年、東映）
- 沖縄10年戦争（1978年、東映）
- ミスターどん兵衛（1980年、東映）
- おんな6丁目 蜜の味（1982年、東映）
- OKINAWAN BOYS〜オキナワの少年（1983年、東宝）
- 花いちもんめ。（1985年、東映）
- いとしのエリー（1987年、東宝）
- 流転の海（1990年、東宝）
- 200X年・翔（1992年、ヒューマックス・ピクチャーズ）
- おもちゃ（1999年、東映）
- 極道の妻たち 赤い殺意（1999年、東映）
- 海は見ていた（2002年、日活）
- 海すずめ（2016年） - 戸田サチ 役

### 舞台
- 赤ひげ
- てんのじ村
- すえひろ物語
- ぶらり信兵衛 紫陽花の唄
- 真室川の女 （東京宝塚劇場）
- 里見浩太朗特別公演「長七郎江戸日記」
- 北島三郎特別公演「国定忠治」
- 北島三郎特別公演「伊那の勘太郎」
- 北島三郎特別公演「幡随院長兵衛」（2004年）
- 島倉千代子特別公演「こころ療法　愛・果てしなく」
- 島倉千代子歌手生活40周年記念公演「オランダおいね」
- 憑神 （2007年）
- 蝉しぐれ（2008年5月5日 - 5月29日、明治座）
- 頭痛肩こり樋口一葉（2009年）
- 三婆（2010年4月1日 - 5月16日、博多座、全国公演、中日劇場） - タキ 役

### バラエティ・情報番組
- コメディーお江戸でござる（NHK総合）
- コメディー素晴らしき毎日（NHK総合）
- ウェークアップ!（日本テレビ）
- 謎のホームページ サラリーマンNEO（2006年、NHK総合）
- ためしてガッテン（NHK総合）

### CM
- 大塚製薬　サラリン錠
- 山発産業（現・ヘンケルジャパン）　パオントリートメントカラー、パオンセブンエイト、パオンタッチネス
- 飯沼本家